# Selina Bühler
Selina Bühler (* 23. Februar 1995 in Freiburg im Breisgau) ist eine deutsche Fußballspielerin.

## Karriere
Bühler wechselte im Sommer 2011 vom TSGV Waldstetten nach Freiburg und war dort zunächst sowohl Teil der U-17-Mannschaft des SC, als auch Spielerin im Kader der Bundesligamannschaft. Ihr Profidebüt gab sie am 18. März 2012 im Auswärtsspiel beim FCR 2001 Duisburg. Bühlers Vertrag in Freiburg galt bis Juni 2013, mit einer Option für eine Verlängerung um ein weiteres Jahr. Nachdem der SC Freiburg die Option nicht zog, verließ sie den Verein am 17. Mai 2013.